# Мобил (окръг, Алабама)
Окръг Мобил (на английски: Mobile County) е окръг в щата Алабама, Съединени американски щати. Площта му е 4258 km², а населението – 414 809 души (1 април 2020). Административен център е град Мобил.